# Eirikur Bergmann
Eirikur Bergmann (Eiríkur Bergmann Einarsson) (né le 6 février 1969) est un universitaire et écrivain islandais. Il est l'auteur de dix livres académiques et de trois romans.

## Jeunesse et éducation
Eirikur Bergmann est né à Reykjavík en 1969 et étudie les sciences politiques à l'Université d'Islande et à l'Université de Copenhague,.

## Carrière universitaire
Eirikur Bergmann est professeur de politique et directeur du Centre d'études européennes de l'Université de Bifröst. Il reçoit le prix Cand. Sci. Diplôme universitaire de l'Université de Copenhague en 1998 et doctorat en Science politique de l'Université d'Islande en 2009. Bergmann est chercheur invité dans de nombreuses institutions universitaires, notamment professeur invité à la Faculté des sciences sociales de l'Université de Ljubljana en Slovénie.
Bergmann est principalement connu pour son analyse du populisme nativiste, qui, selon lui, s'est transformé en une forme particulière de néo-nationalisme après la Seconde Guerre mondiale. Il fait également des recherches sur les théories du complot, l'intégration européenne et l'économie politique de l'Islande, en particulier en relation avec le crash de 2008, son prélude et ses conséquences.

## Constitutionnaliste
Bergmann est élu en 2010 à l'Assemblée constitutionnelle islandaise et est ensuite l'un des 25 membres du Conseil constitutionnel en 2011, dans le cadre de la réforme 2010-2013 de la constitution islandaise,,.